# Stay My Blue - 君が恋しくて -
『Stay My Blue -君が恋しくて-』（ステイ・マイ・ブルー きみがこいしくて）は、スターダストレビュー14枚目のシングル。1988年6月25日に発売された。

## 収録曲
全曲編曲：三谷泰弘
1. Stay My Blue-君が恋しくて -
作詞：康珍化　作曲：根本要/三谷泰弘
「メニコンコンタクトレンズト ソフトMA」（浅野温子出演）CMソング
2. Sunday Morning
作詞・作曲：三谷泰弘